# Imolese Calcio 1919 2022-2023
Questa voce raccoglie le informazioni riguardanti l'Imolese Calcio 1919 nelle competizioni ufficiali della stagione 2022-2023.

## Stagione
Nella stagione 2021-2022 l'Imolese disputa il girone B del campionato di Serie C, raccoglie 37 punti con il diciassettesimo posto, per raggiungere l'obiettivo del mantenimento della categoria è stato costretto a disputare e vincere il Play-out, incrociando la Pistoiese. Sconfitta (2-1) a Pistoia, vince (1-0) al Romeo Galli, ottenendo la salvezza grazie al vantaggio di essere giunta con un punto in più nella classifica finale, rispetto ai toscani. Nella Coppa Italia di Serie C i rossoblù nel primo turno hanno superato (2-1) la Carrarese, nel secondo turno sono stati eliminati, perdendo (4-0) nel derby con il Modena.

## Divise e sponsor
Lo sponsor tecnico per la stagione 2022-2023 è Ready Sport.
| Casa | Trasferta | Terza divisa |

## Rosa
| N. |                   | Ruolo | Calciatore           |
| -- | ----------------- | ----- | -------------------- |
| 1  | Italia (bandiera) | P     | Federico Adorni      |
| 2  | Svezia (bandiera) | A     | José Manuel Likendja |
| 3  | Italia (bandiera) | C     | Matteo Capozzi       |
| 4  | Italia (bandiera) | D     | Davide Zagnoni       |
| 5  | Italia (bandiera) | D     | Laurens Serpe        |
| 6  | Italia (bandiera) | D     | Federico Fort        |
| 7  | Italia (bandiera) | A     | Daniele Paponi       |
| 8  | Italia (bandiera) | C     | Filippo Faggi        |
| 9  | Italia (bandiera) | A     | Pasquale De Sarlo    |
| 10 | Italia (bandiera) | A     | Gianmarco De Feo     |
| 11 | Italia (bandiera) | D     | Fabio Eguelfi        |
| 12 | Italia (bandiera) | P     | Tommaso Nannetti     |
| 13 | Italia (bandiera) | C     | Matteo Lombardi      |
| 13 | Italia (bandiera) | D     | Vincenzo Camilleri   |
| 14 | Italia (bandiera) | D     | Gianluca Scremin     |
| 15 | Italia (bandiera) | D     | Andrea De Vito       |
| 16 | Italia (bandiera) | C     | Manuel Zanon         |
| 17 | Italia (bandiera) | A     | Mattia Pagliuca      |
| 17 | Italia (bandiera) | A     | Samuel Blue Mamona   |
| 18 | Italia (bandiera) | A     | Matias Rocchi        |
| 19 | Italia (bandiera) | D     | Giuseppe Agyemang    |
| 20 | Italia (bandiera) | C     | Matteo Zanini        |
| 21 | Italia (bandiera) | A     | Matias Fonseca       |

| N. |                       | Ruolo | Calciatore                  |
| -- | --------------------- | ----- | --------------------------- |
| 21 | Italia (bandiera)     | C     | Cristiano Bani              |
| 22 | Italia (bandiera)     | P     | Gian Maria Rossi (capitano) |
| 23 | Italia (bandiera)     | D     | Cristian Cerretti           |
| 24 | Italia (bandiera)     | C     | Matteo Manfredonia          |
| 24 | Svezia (bandiera)     | A     | Lukas Lindholm              |
| 25 | Albania (bandiera)    | P     | Marco Molla                 |
| 26 | Montenegro (bandiera) | A     | Ognjen Stijepović           |
| 26 | Spagna (bandiera)     | C     | Xevi Pérez                  |
| 27 | Italia (bandiera)     | D     | Nicolò Milani               |
| 27 | Italia (bandiera)     | A     | Giacomo Tulli               |
| 28 | Italia (bandiera)     | A     | Gianluca D'Auria            |
| 29 | Italia (bandiera)     | A     | Nicola Antognoni            |
| 30 | Italia (bandiera)     | C     | Fabio Castellano            |
| 32 | Italia (bandiera)     | C     | Giuseppe Macario            |
| 33 | Italia (bandiera)     | D     | Aboudramane Diaby           |
| 33 | Albania (bandiera)    | D     | Masimiliano Doda            |
| 44 | Italia (bandiera)     | C     | Nicholas Bensaja            |
| 45 | Italia (bandiera)     | C     | Alessio Bertaso             |
| 70 | Italia (bandiera)     | D     | Gabriele Selleri            |
| 77 | Italia (bandiera)     | D     | Ebenezer Annan              |
| 94 | Haiti (bandiera)      | A     | Christopher Attys           |
| 94 | Italia (bandiera)     | D     | Rosario Maddaloni           |
| 99 | Italia (bandiera)     | A     | Simone Simeri               |

## Calciomercato

### Sessione estiva(dall'1/7 all'1/9)
| Acquisti | Acquisti             | Acquisti     | Acquisti      |
| R.       | Nome                 | da           | Modalità      |
| -------- | -------------------- | ------------ | ------------- |
| P        | Federico Adorni      | Sammaurese   | svincolato    |
| P        | Marco Molla          | Bologna      | prestito      |
| P        | Tommaso Nannetti     | Ambrosiana   | fine prestito |
| D        | Giuseppe Agyemang    | Lentigione   | svincolato    |
| D        | Ebenezer Annan       | Bologna      | prestito      |
| D        | Andrea De Vito       | Grosseto     | svincolato    |
| D        | Abdoudramane Diaby   | Verona       | prestito      |
| D        | Fabio Eguelfi        |              | svincolato    |
| D        | Federico Fort        | Sanpaimola   | definitivo    |
| D        | Gianluca Scremin     | Spezia       | svincolato    |
| D        | Gabriele Selleri     | SPAL         | definitivo    |
| D        | Laurens Serpe        | Spezia       | prestito      |
| D        | Davide Zagnoni       | Lentigione   | svincolato    |
| C        | Christopher Attys    | Inter        | svincolato    |
| C        | Nicholas Bensaja     | Lucchese     | svincolato    |
| C        | Fabio Castellano     | Padova       | svincolato    |
| C        | Filippo Faggi        | Mezzolara    | svincolato    |
| C        | Matteo Manfredonia   | L.R. Vicenza | prestito      |
| C        | Xevi Pérez           | Girona       | svincolato    |
| C        | Daniele Suliani      | Cesena       | fine prestito |
| C        | Matteo Zanini        | Paganese     | svincolato    |
| C        | Manuel Zanon         | Viterbese    | svincolato    |
| A        | Nicola Antognoni     | Parma        | svincolato    |
| A        | Matias Fonseca       | Inter        | prestito      |
| A        | José Manuel Likendja | Genoa        | prestito      |
| A        | Mattia Pagliuca      | Bologna      | prestito      |
| A        | Matias Rocchi        | Bologna      | prestito      |
| A        | Ognjen Stijepović    | Spezia       | prestito      |

| Cessioni | Cessioni              | Cessioni        | Cessioni      |
| R.       | Nome                  | a               | Modalità      |
| -------- | --------------------- | --------------- | ------------- |
| P        | Marco Angeletti       | Pontedera       | svincolato    |
| P        | Alessandro Santopadre |                 | svincolato    |
| D        | Matteo Angeli         | Bologna         | definitivo    |
| D        | Salvatore La Vardera  | Cosenza         | fine prestito |
| D        | Damiano Lia           |                 | svincolato    |
| D        | Matteo Liviero        | Torres          | svincolato    |
| D        | Michele Rinaldi       | United Riccione | svincolato    |
| D        | Edoardo Vona          | Taranto         | svincolato    |
| C        | Leonardo Benedetti    | Sampdoria       | fine prestito |
| C        | Riccardo Boscolo Chio | Inter           | fine prestito |
| C        | Antonio D'Alena       | Lucchese        | svincolato    |
| C        | Alessandro Lombardi   | Reggina         | svincolato    |
| C        | Valerio Manzo         |                 | svincolato    |
| C        | Antonio Palma         | Alcione         | svincolato    |
| C        | Antonio Romano        | Taranto         | svincolato    |
| C        | Salvatore Santoro     | Pisa            | fine prestito |
| A        | Nicolas Belloni       | Pescara         | fine prestito |
| A        | Luca Lombardi         | Empoli          | fine prestito |
| A        | Luca Matarese         | Frosinone       | fine prestito |
| A        | Stefano Padovan       | United Riccione | svincolato    |
| A        | Francesco Stanco      | Carpi           | svincolato    |

### Sessione invernale(dal 1/1 al 31/1)
| Acquisti | Acquisti           | Acquisti       | Acquisti   |
| R.       | Nome               | da             | Modalità   |
| -------- | ------------------ | -------------- | ---------- |
| D        | Vincenzo Camilleri | Messina        | definitivo |
| D        | Masimiliano Doda   | Palermo        | prestito   |
| D        | Rosario Maddaloni  | Lucchese       | definitivo |
| C        | Cristiano Bani     | Catania        | definitivo |
| C        | Alessio Bertaso    | Trento         | definitivo |
| C        | Giuseppe Macario   |                | svincolato |
| A        | Samuel Blue Mamona | Cremonese      | prestito   |
| A        | Gianluca D'Auria   | Carrarese      | definitivo |
| A        | Lukas Lindholm     | Frem           | svincolato |
| A        | Daniele Paponi     | Bari           | svincolato |
| A        | Simone Simeri      | Bari           | prestito   |
| A        | Giacomo Tulli      | Fidelis Andria | definitivo |

| Cessioni | Cessioni           | Cessioni       | Cessioni      |
| R.       | Nome               | a              | Modalità      |
| -------- | ------------------ | -------------- | ------------- |
| P        | Tommaso Nannetti   | Grosseto       | prestito      |
| D        | Aboudramane Diaby  | Verona         | fine prestito |
| D        | Nicolò Milani      | Ravenna        | svincolato    |
| D        | Gabriele Selleri   | Gozzano        | prestito      |
| C        | Christopher Attys  | Trento         | definitivo    |
| C        | Fabio Castellano   | Fidelis Andria | definitivo    |
| C        | Matteo Lombardi    | Mezzolara      | prestito      |
| C        | Matteo Manfredonia | L.R. Vicenza   | fine prestito |
| A        | Matias Fonseca     | Inter          | fine prestito |
| A        | Mattia Pagliuca    | Bologna        | fine prestito |
| A        | Ognjen Stijepović  | Spezia         | fine prestito |

## Risultati

### Serie C

#### Girone di andata
| Arbitro: | Nicolini (Brescia) |

|                       |           |  |
| Stijepović 76’ (rig.) | Marcatori |  |

| Arbitro: | Mirabella (Napoli) |

|                                           |           |                |
| Di Quinzio 16’, 20’ (rig.) Bruzzaniti 50’ | Marcatori | 56’ Stijepović |

| Arbitro: | Baratta (Rossano) |

|  |           |                                          |
|  | Marcatori | 6’, 44’ Buglio 33’ Paloschi 66’ De Paoli |

| Sassari 18 settembre 2022, ore 14:30 CEST 4ª giornata | Torres             | 0 – 0 referto | Imolese | Stadio Vanni Sanna (3 526 spett.)\| Arbitro: \| Gauzolino (Torino) \| |
| Arbitro:                                              | Gauzolino (Torino) |               |         |                                                                       |

| Arbitro: | Restaldo (Ivrea) |

|  |           |                              |
|  | Marcatori | 45+1’ Mastroianni 90’ Mamona |

| Chiavari 2 ottobre 2022, ore 14:30 CEST 6ª giornata | Virtus Entella  | 0 – 0 referto | Imolese | Stadio comunale (1 449 spett.)\| Arbitro: \| Marotta (Sapri) \| |
| Arbitro:                                            | Marotta (Sapri) |               |         |                                                                 |

| Arbitro: | Cerbasi (Arezzo) |

|                 |           |                   |
| De Feo 35’, 71’ | Marcatori | 7’ (rig.) Ventola |

| Arbitro: | Calzavara (Varese) |

|                                     |           |  |
| Chiarello 19’ Corazza 21’, 40’, 86’ | Marcatori |  |

| Arbitro: | Cherchi (Carbonia) |

|                              |           |                    |
| Fonseca 18’ Stijepović 90+6’ | Marcatori | 33’ (rig.) Capello |

| Arbitro: | Vergaro (Bari) |

|                                   |           |  |
| Arena 73’ Toscano 90’ Spina 90+4’ | Marcatori |  |

| Arbitro: | Frascaro (Firenze) |

|                 |           |                        |
| Fischnaller 59’ | Marcatori | 30’ Zanini 36’ Fonseca |

| Arbitro: | Maccarini (Arezzo) |

|  |           |             |
|  | Marcatori | 65’ Contini |

| Arbitro: | Gemelli (Messina) |

|              |           |  |
| Mattioli 84’ | Marcatori |  |

| Arbitro: | Renzi (Pesaro) |

|  |           |                        |
|  | Marcatori | 62’ Bertola 68’ Alagna |

| Arbitro: | Ceriello (Chiari) |

|            |           |                         |
| De Feo 67’ | Marcatori | 9’ Aurelio 55’ Perrella |

| Arbitro: | Di Cicco (Lanciano) |

|                      |           |             |
| Santini 3’, 37’, 81’ | Marcatori | 30’ Zagnoni |

| Imola 3 dicembre 2022, ore 14:30 CET 17ª giornata | Imolese             | 0 – 0 referto | Vis Pesaro | Stadio Romeo Galli (297 spett.)\| Arbitro: \| Gigliotti (Cosenza) \| |
| Arbitro:                                          | Gigliotti (Cosenza) |               |            |                                                                      |

| Montevarchi 10 dicembre 2022, ore 14:30 CET 18ª giornata | San Donato Tavarnelle | 0 – 0 referto | Imolese | Stadio Gastone Brilli Peri (222 spett.)\| Arbitro: \| Taricone (Perugia) \| |
| Arbitro:                                                 | Taricone (Perugia)    |               |         |                                                                             |

| Arbitro: | Pascarella (Nocera Inferiore) |

|  |           |               |
|  | Marcatori | 34’ Cremonesi |

#### Girone di ritorno
| Arbitro: | Cerbasi (Arezzo) |

|                           |           |  |
| Galeandro 21’ (rig.), 28’ | Marcatori |  |

| Arbitro: | Ramondino (Palermo) |

|  |           |                        |
|  | Marcatori | 5’ Alagna 78’ Mastalli |

| Arbitro: | Sfira (Pordenone) |

|              |           |  |
| Paloschi 24’ | Marcatori |  |

| Arbitro: | Maccarini (Arezzo) |

|  |           |             |
|  | Marcatori | 58’ Diakité |

| Arbitro: | Bozzetto (Bergamo) |

|                     |           |                       |
| Scardina 77’ (rig.) | Marcatori | 42’ Simeri 50’ Mamona |

| Arbitro: | Bordin (Bassano del Grappa) |

|                   |           |                           |
| Simeri 41’ (rig.) | Marcatori | 86’ Faggioli 90+5’ Merkaj |

| Recanati 4 febbraio 2023, ore 17:30 CET 26ª giornata | Recanatese                 | 0 – 0 referto | Imolese | Stadio Nicola Tubaldi (300 spett.)\| Arbitro: \| Catanoso (Reggio Calabria) \| |
| Arbitro:                                             | Catanoso (Reggio Calabria) |               |         |                                                                                |

| Arbitro: | Costanza (Agrigento) |

|                       |           |                                               |
| Simeri 61’ De Feo 90’ | Marcatori | 29’ Corazza 35’ Prestia 69’ Shpendi 83’ Bumbu |

| Arbitro: | Longo (Cuneo) |

|                             |           |            |
| Della Latta 42’ Capello 45’ | Marcatori | 22’ Simeri |

| Arbitro: | Burlando (Genova) |

|            |           |              |
| Zanini 43’ | Marcatori | 80’ Semeraro |

| Fermo 5 marzo 2023, ore 14:30 CET 30ª giornata | Imolese          | 0 – 0 referto | Fermana | Stadio Bruno Recchioni (418 spett.)\| Arbitro: \| Andreano (Prato) \| |
| Arbitro:                                       | Andreano (Prato) |               |         |                                                                       |

| Arbitro: | Emmanuele (Pisa) |

|             |           |                       |
| Dessena 11’ | Marcatori | 52’ Faggi 59’ D'Auria |

| Arbitro: | Di Reda (Molfetta) |

|                        |           |                     |
| Simeri 24’ Tulli 90+6’ | Marcatori | 13’ (rig.) Spagnoli |

| Arbitro: | Arena (Torre del Greco) |

|               |           |                        |
| Italeng 45+2’ | Marcatori | 11’ Simeri 86’ Bensaja |

| Arbitro: | Di Francesco (Ostia) |

|                         |           |  |
| Cioffi 41’ Catanese 80’ | Marcatori |  |

| Arbitro: | Kumara (Verona) |

|            |           |                |
| Zanini 41’ | Marcatori | 36’ Piscitella |

| Arbitro: | Lovison (Padova) |

|                |           |  |
| Pucciarelli 5’ | Marcatori |  |

| Arbitro: | Giordano (Novara) |

|                           |           |                  |
| Faggi 75’, 90’ Simeri 79’ | Marcatori | 73’ (rig.) Russo |

| Arbitro: | Zanotti (Rimini) |

|                                   |           |                      |
| Guglielmotti 1’ Lanini 20’ (rig.) | Marcatori | 23’ Zanon 51’ Zanini |

### Coppa Italia Serie C

#### Turni eliminatori
| Arbitro: | Ramondino (Palermo) |

|  |           |            |
|  | Marcatori | 90+1’ Fort |

| Arbitro: | Madonia (Palermo) |

|             |           |  |
| Bifulco 65’ | Marcatori |  |

## Statistiche

### Statistiche di squadra
| Competizione         | Punti   | In casa | In casa | In casa | In casa | In casa | In casa | In trasferta | In trasferta | In trasferta | In trasferta | In trasferta | In trasferta | Totale | Totale | Totale | Totale | Totale | Totale | D.R. |
| Competizione         | Punti   | G       | V       | N       | P       | Gf      | Gs      | G            | V            | N            | P            | Gf           | Gs           | G      | V      | N      | P      | Gf     | Gs     | D.R. |
| -------------------- | ------- | ------- | ------- | ------- | ------- | ------- | ------- | ------------ | ------------ | ------------ | ------------ | ------------ | ------------ | ------ | ------ | ------ | ------ | ------ | ------ | ---- |
| Serie C              | 29 (-7) | 19      | 5       | 4       | 10      | 16      | 27      | 19           | 4            | 5            | 10           | 13           | 28           | 38     | 9      | 9      | 20     | 29     | 55     | -26  |
| Coppa Italia Serie C | -       | 0       | 0       | 0       | 0       | 0       | 0       | 2            | 1            | 0            | 1            | 1            | 1            | 2      | 1      | 0      | 1      | 1      | 1      | 0    |
| Totale               | 29 (-7) | 19      | 5       | 4       | 10      | 16      | 27      | 21           | 5            | 5            | 11           | 14           | 29           | 40     | 10     | 9      | 21     | 30     | 56     | -26  |

### Andamento in campionato
| Giornata  | 1 | 2  | 3  | 4  | 5  | 6  | 7  | 8  | 9  | 10 | 11 | 12 | 13 | 14 | 15 | 16 | 17 | 18 | 19 | 20 | 21 | 22 | 23 | 24 | 25 | 26 | 27 | 28 | 29 | 30 | 31 | 32 | 33 | 34 | 35 | 36 | 37 | 38 |
| --------- | - | -- | -- | -- | -- | -- | -- | -- | -- | -- | -- | -- | -- | -- | -- | -- | -- | -- | -- | -- | -- | -- | -- | -- | -- | -- | -- | -- | -- | -- | -- | -- | -- | -- | -- | -- | -- | -- |
| Luogo     | C | T  | C  | T  | C  | T  | C  | T  | C  | T  | T  | C  | T  | C  | C  | T  | C  | T  | C  | T  | C  | T  | C  | T  | C  | T  | C  | T  | C  | C  | T  | C  | T  | T  | C  | T  | C  | T  |
| Risultato | V | P  | P  | N  | P  | N  | V  | P  | V  | P  | V  | P  | P  | P  | P  | P  | N  | N  | P  | P  | P  | P  | P  | V  | P  | N  | P  | P  | N  | N  | V  | V  | V  | P  | N  | P  | V  | N  |
| Posizione | 5 | 12 | 14 | 13 | 17 | 17 | 13 | 14 | 13 | 14 | 12 | 13 | 5  | 5  | 16 | 17 | 16 | 16 | 16 | 18 | 19 | 20 | 20 | 19 | 19 | 19 | 19 | 19 | 19 | 19 | 19 | 19 | 18 | 19 | 19 | 19 | 19 | 19 |

Legenda:

Luogo: C = Casa; T = Trasferta. Risultato: V = Vittoria; N = Pareggio; P = Sconfitta.

### Statistiche dei giocatori
Sono in corsivo i calciatori che hanno lasciato la società a stagione in corso.
| Giocatore      | Serie C  | Serie C | Serie C     | Serie C    | Coppa Italia Serie C | Coppa Italia Serie C | Coppa Italia Serie C | Coppa Italia Serie C | Totale   | Totale | Totale      | Totale     |
| Giocatore      | Presenze | Reti    | Ammonizioni | Espulsioni | Presenze             | Reti                 | Ammonizioni          | Espulsioni           | Presenze | Reti   | Ammonizioni | Espulsioni |
| -------------- | -------- | ------- | ----------- | ---------- | -------------------- | -------------------- | -------------------- | -------------------- | -------- | ------ | ----------- | ---------- |
| F. Adorni      | 3        | -4      | 2           | 0          | 0                    | 0                    | 0                    | 0                    | 3        | -4     | 2           | 0          |
| G. Agyemang    | 33       | 0       | 6           | 2          | 1                    | 0                    | 0                    | 0                    | 34       | 0      | 6           | 2          |
| E. Annan       | 27       | 0       | 8           | 0          | 1                    | 0                    | 0                    | 0                    | 28       | 0      | 8           | 0          |
| N. Antognoni   | 1        | 0       | 0           | 0          | 1                    | 0                    | 0                    | 0                    | 2        | 0      | 0           | 0          |
| C. Attys       | 9        | 0       | 0           | 0          | 2                    | 0                    | 0                    | 0                    | 11       | 0      | 0           | 0          |
| C. Bani        | 11       | 0       | 4           | 0          | 0                    | 0                    | 0                    | 0                    | 11       | 0      | 4           | 0          |
| N. Bensaja     | 27       | 1       | 14          | 1          | 1                    | 0                    | 1                    | 0                    | 28       | 1      | 15          | 1          |
| A. Bertaso     | 13       | 0       | 3           | 0          | 0                    | 0                    | 0                    | 0                    | 13       | 0      | 3           | 0          |
| V. Camilleri   | 14       | 0       | 5           | 1          | 0                    | 0                    | 0                    | 0                    | 14       | 0      | 5           | 1          |
| M. Capozzi     | 0        | 0       | 0           | 0          | 1                    | 0                    | 0                    | 0                    | 1        | 0      | 0           | 0          |
| F. Castellano  | 11       | 0       | 3           | 0          | 2                    | 0                    | 0                    | 0                    | 13       | 0      | 3           | 0          |
| C. Cerretti    | 24       | 0       | 6           | 1          | 0                    | 0                    | 0                    | 0                    | 24       | 0      | 6           | 1          |
| G. D'Auria     | 15       | 1       | 6           | 1          | 0                    | 0                    | 0                    | 0                    | 15       | 1      | 6           | 1          |
| G. De Feo      | 26       | 4       | 3           | 1          | 1                    | 0                    | 0                    | 0                    | 27       | 4      | 3           | 1          |
| P. De Sarlo    | 8        | 0       | 3           | 1          | 0                    | 0                    | 0                    | 0                    | 8        | 0      | 3           | 1          |
| A. De Vito     | 23       | 0       | 2           | 0          | 2                    | 0                    | 1                    | 0                    | 25       | 0      | 3           | 0          |
| A. Diaby       | 1        | 0       | 0           | 0          | 0                    | 0                    | 0                    | 0                    | 1        | 0      | 0           | 0          |
| M. Doda        | 2        | 0       | 0           | 0          | 0                    | 0                    | 0                    | 0                    | 2        | 0      | 0           | 0          |
| F. Eguelfi     | 23       | 0       | 2           | 0          | 0                    | 0                    | 0                    | 0                    | 23       | 0      | 2           | 0          |
| F. Faggi       | 33       | 3       | 3           | 0          | 2                    | 0                    | 0                    | 0                    | 35       | 3      | 3           | 0          |
| M. Fonseca     | 15       | 2       | 2           | 0          | 0                    | 0                    | 0                    | 0                    | 15       | 2      | 2           | 0          |
| F. Fort        | 12       | 0       | 3           | 0          | 1                    | 1                    | 0                    | 0                    | 13       | 1      | 3           | 0          |
| J. M. Likendja | 2        | 0       | 0           | 0          | 1                    | 0                    | 0                    | 0                    | 3        | 0      | 0           | 0          |
| L. Lindholm    | 2        | 0       | 0           | 0          | 0                    | 0                    | 0                    | 0                    | 2        | 0      | 0           | 0          |
| M. Lombardi    | 0        | 0       | 0           | 0          | 1                    | 0                    | 0                    | 0                    | 1        | 0      | 0           | 0          |
| G. Macario     | 4        | 0       | 0           | 0          | 0                    | 0                    | 0                    | 0                    | 4        | 0      | 0           | 0          |
| R. Maddaloni   | 13       | 0       | 3           | 0          | 0                    | 0                    | 0                    | 0                    | 13       | 0      | 3           | 0          |
| S. B. Mamona   | 11       | 1       | 0           | 0          | 0                    | 0                    | 0                    | 0                    | 11       | 1      | 0           | 0          |
| N. Milani      | 8        | 0       | 2           | 0          | 2                    | 0                    | 0                    | 0                    | 10       | 0      | 2           | 0          |
| M. Manfredonia | 1        | 0       | 0           | 0          | 2                    | 0                    | 1                    | 0                    | 3        | 0      | 1           | 0          |
| M. Molla       | 8        | -12     | 4           | 0          | 2                    | -1                   | 0                    | 0                    | 10       | -13    | 4           | 0          |
| T. Nannetti    | 0        | 0       | 0           | 0          | 0                    | 0                    | 0                    | 0                    | 0        | 0      | 0           | 0          |
| M. Pagliuca    | 16       | 0       | 4           | 0          | 1                    | 0                    | 0                    | 0                    | 17       | 0      | 4           | 0          |
| D. Paponi      | 3        | 0       | 1           | 0          | 0                    | 0                    | 0                    | 0                    | 3        | 0      | 1           | 0          |
| X. Pérez       | 1        | 0       | 0           | 0          | 0                    | 0                    | 0                    | 0                    | 1        | 0      | 0           | 0          |
| M. Rocchi      | 8        | 0       | 0           | 0          | 1                    | 0                    | 0                    | 0                    | 9        | 0      | 0           | 0          |
| G. Rossi       | 28       | -39     | 6           | 0          | 0                    | 0                    | 0                    | 0                    | 28       | -39    | 6           | 0          |
| G. Scremin     | 14       | 0       | 1           | 0          | 1                    | 0                    | 0                    | 0                    | 15       | 0      | 1           | 0          |
| G. Selleri     | 1        | 0       | 0           | 0          | 0                    | 0                    | 0                    | 0                    | 1        | 0      | 0           | 0          |
| L. Serpe       | 24       | 0       | 5           | 0          | 1                    | 0                    | 0                    | 0                    | 25       | 0      | 5           | 0          |
| S. Simeri      | 17       | 7       | 7           | 0          | 0                    | 0                    | 0                    | 0                    | 17       | 7      | 7           | 0          |
| O. Stijepović  | 18       | 3       | 3           | 0          | 0                    | 0                    | 0                    | 0                    | 18       | 3      | 3           | 0          |
| G. Tulli       | 9        | 2       | 1           | 0          | 0                    | 0                    | 0                    | 0                    | 9        | 2      | 1           | 0          |
| D. Zagnoni     | 19       | 1       | 5           | 0          | 0                    | 0                    | 0                    | 0                    | 19       | 1      | 5           | 0          |
| M. Zanini      | 28       | 4       | 5           | 3          | 1                    | 0                    | 0                    | 0                    | 29       | 4      | 5           | 3          |
| M. Zanon       | 31       | 0       | 13          | 0          | 2                    | 0                    | 0                    | 0                    | 33       | 0      | 13          | 0          |